# وریکاکالر
وریکاکالر (ترکی آذربایجانی: Vrikakaler) یک منطقهٔ مسکونی در جمهوری آرتساخ است که در استان کاشاتاق واقع شده‌است.